# Universität Petru Maior

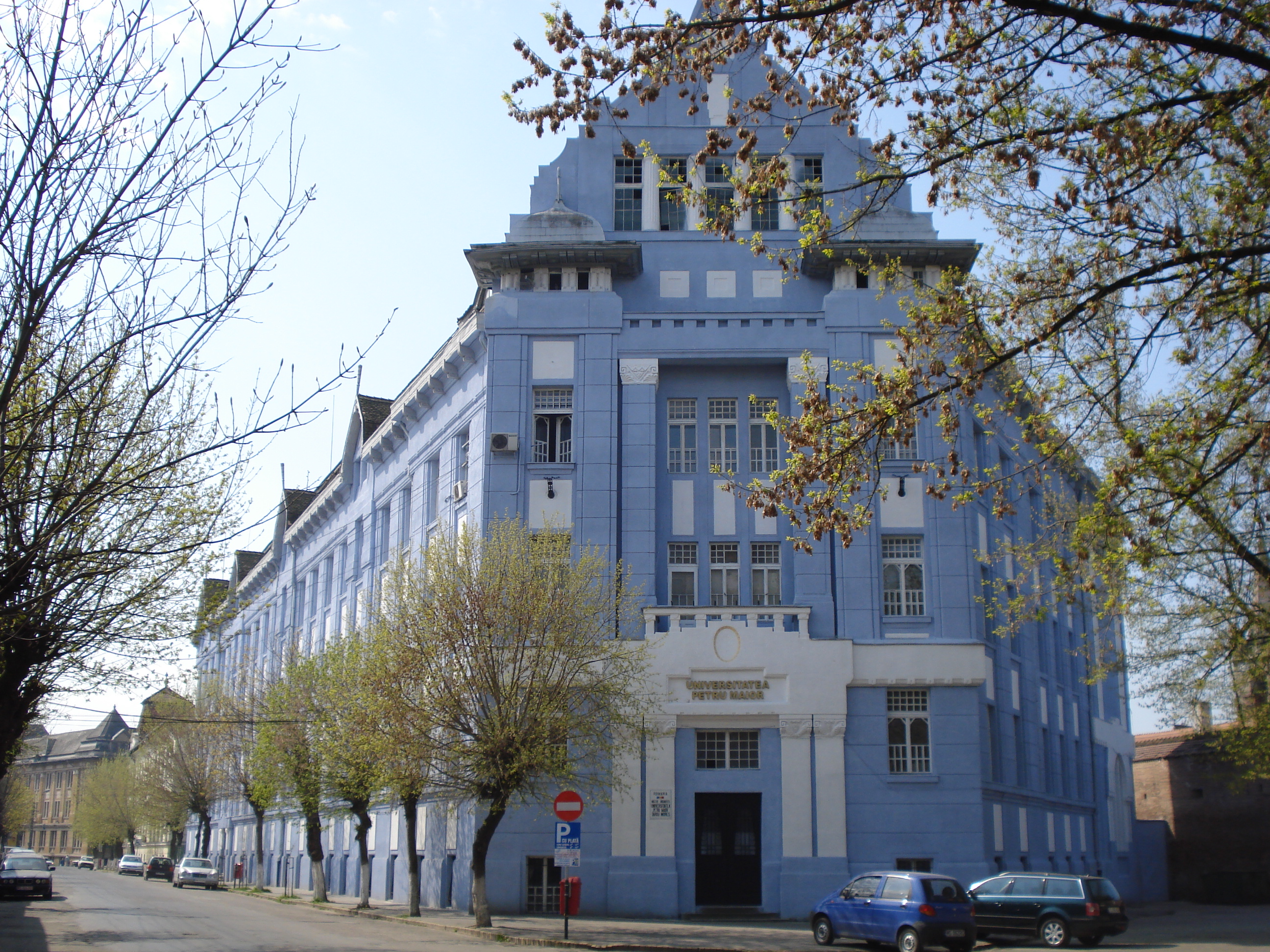
Universität Petru Maior

Die Universität Petru Maior in Târgu Mureș (Rumänien) (rumänisch: Universitatea Petru Maior) – bis 1996 nur Universität Târgu Mureș – wurde nach dem Historiker und Philologen Petru Maior (ca. 1756–1821) benannt. Sie wurde 1960 mit dem Schwerpunkt Lehrerausbildung gegründet und 1991 zur Technischen Universität, 1995 zur Universität weiterentwickelt. Etwa 79 % der Studierenden waren im Oktober 2012 in Bachelorstudiengängen eingeschrieben, 21 % in Masterstudiengängen, außerdem gab es 26 Doktoratsstudenten.
Die Hochschule beteiligte sich gemeinsam mit europäischen Partnerhochschulen an europäischen Projekten zur Hochschulentwicklung, wobei sie oft die Federführung innehatte. Sie betrieb Forschung in allen drei Fakultäten, förderte die Gründerausbildung z. B. durch Summerschools und gab mehrere eigene Schriftenreihen heraus.
2018 wurde die Universität in die Universität für Medizin, Pharmazie, Naturwissenschaften und Technik Târgu Mureș integriert.

## Fakultäten und Abteilungen
- Ingenieurwissenschaftliche Fakultät
- Fakultät für Geistes- und Literaturwissenschaften
- Fakultät für Wirtschaft, Recht und Verwaltung
- Didaktisches Zentrum
- Zentrum für Qualitätsmanagement